# Liste der Naturdenkmäler im Bezirk Kirchdorf
Die Liste der Naturdenkmäler im Bezirk Kirchdorf listet die als Naturdenkmal ausgewiesenen Objekte im Bezirk Kirchdorf im Bundesland Oberösterreich auf.

## Naturdenkmäler
| Foto |                 | Name                                    | ID    | Standort                                                                                       | Beschreibung | Fläche | Datum      |
| ---- | --------------- | --------------------------------------- | ----- | ---------------------------------------------------------------------------------------------- | --- | ------ | ---------- |
| 1    | Datei hochladen | Linde bei der Volksschule in Mitterweng | nd491 | Edlbach KG: Edlbach GrStNr: 1163 Standort                                                      | Die Sommer-Linde (Tilia platyphyllos) steht an der Zufahrt zur Volksschule in Mitterweng. Sie wies zum Zeitpunkt der Unterschutzstellung einen Stammumfang von 3,5 m (in einem Meter Höhe), einen Kronendurchmesser von 15 m und eine Höhe von etwa 25 m auf. Ihr Alter wurde auf 120 Jahre geschätzt. |        | 21.12.1992 |
| 1    | Datei hochladen | Traubeneiche                            | nd663 | Edlbach, Edlbach 169 KG: Edlbach GrStNr: 181/6 Standort                                        | Die Traubeneiche (Quercus petraea) befindet sich an der Nordseite des Grundstücks Edlbach 169. Sie wies zum Zeitpunkt der Unterschutzstellung einen Stammumfang von 3,85 m (in einem Meter Höhe), einen Kronendurchmesser von 16 m und eine Höhe von etwa 25 m auf. Ihr Alter wurde auf 150 Jahre geschätzt. |        | 20.01.2012 |
| 0 BW | Datei hochladen | Eislueg                                 | nd618 | Hinterstoder KG: Hinterstoder GrStNr: 525/1 Standort                                           | Die Eishöhle (Katasternummer 1625/28) liegt im Bereich des Brandleck.Anmerkung: Kein Bescheid verlinkt. Koordinaten näherungsweise. |        |            |
| 1    | Datei hochladen | Kreidelucke                             | nd620 | Hinterstoder KG: Hinterstoder GrStNr: 167/1; 167/2; 167/3; 167/4 Standort                      | Die Naturhöhle (Katasternummer 1628/2) wurde erstmals durch Hans Hauenschild erforscht, wobei der Höhleneingang im Durchbruchstal der Steyr zwischen Kleinem Priel und Poppenberg liegt.Anmerkung: Erstbescheid nicht verlinkt. |        |            |
| 1    | Datei hochladen | Schwarzbach                             | nd608 | Hinterstoder KG: Hinterstoder GrStNr: 167/1 Standort                                           | Der Schwarzbach ist eine Karsterscheinung im Zusammenhang mit der Kreidelucke. Er liegt am linken Steyrufer im Durchbruchstal der Steyr zwischen Kleinem Priel und Poppenberg.Anmerkung: Bescheid nicht verlinkt. Koordinaten näherungsweise. |        |            |
| 1    | Datei hochladen | Huebmer-Eiche                           | nd499 | Inzersdorf im Kremstal, Haselböckau 63 KG: Unterinzersdorf GrStNr: 1599/2 Standort             | Die Stieleiche (Quercus robur) steht rund 300 m östlich vom Bauernhaus Haselböckau 63 am Böschungsfuß der Pyhrn-Autobahn. Sie wies zum Zeitpunkt der Unterschutzstellung einen Stammumfang von 5,85 m, einen Kronendurchmesser von 28 m und eine Höhe von etwa 30 m auf. Ihr Alter wurde auf mehr als 100 Jahre geschätzt. |        | 08.01.1993 |
| 1    | Datei hochladen | Konglomeratwand                         | nd092 | Klaus an der Pyhrnbahn KG: Klaus GrStNr: 631, 632, 560/1, 560/3 Standort                       | Die Konglomeratwand besteht aus verfestigtem, glazialen Schotter. Sie erreicht eine Höhe von 38 m hoch und ist rund 200 m lang. Die Wand befindet sich an der Steyr nach der Einmündung der Teichl am linken Ufer und stellt einen einzigartigen, einst für den Großteil des Steyrtals charakteristischen Landschaftstyps eines von eiszeitlichen Konglomeraten gebildetes Canyontals dar.                                                                                                 |        | 12.11.1976 |
| 1    | Datei hochladen | Lettenmayrhöhle                         | nd617 | Kremsmünster KG: Kirchberg GrStNr: 32/1 Standort                                               | Die Lettenmayrhöhle (Katasternummer 1673/1), eine diluviale Uferhöhle, befindet sich in einem aufgelassenen Steinbruch in Kremsmünster. Die ausgespülte Konglomeratfelswand, wurde in den Jahren 1880/81 bei Steinbrucharbeiten auf dem Grund des Baumeisters Lettenmayr entdeckt. Sie misst rund 25 × 20 m und barg Waffen aus der Hallstattzeit, Scherben von Tongefäßen und zahlreiche Knochenreste von Höhlenbären.Anmerkung: Erstbescheid nicht verlinkt. Koordinaten näherungsweise. |        |            |
| 1    | Datei hochladen | Steinbruch Wolfgangstein                | nd313 | Kremsmünster KG: Wolfgangstein bzw. Kirchberg GrStNr: 57 bzw. 64/2 Standort                    | Der Steinbruch ist von der Kremsmünster-Landesstraße über den Güterweg Wolfgangstein und die Römergasse erreichbar. Es handelt sich um eine Gewinnungsstätte der sogenannten „Weißen Nagelfluh“ aus dem Günz-Mindel-Interglazial, der fast ausschließlich aus Dolomit- und Kalkgeröll besteht. Er ist für die geologische Erforschung des Eiszeitalters von internationaler Bedeutung. |        | 02.09.1985 |
| 0 BW | Datei hochladen | Edelkastanie                            | nd331 | Micheldorf in Oberösterreich, Seebach 53 KG: Untermicheldorf GrStNr: 33 Standort               | Die Edelkastanie (Castanea sativa) steht beim Bauernhof in Seebach 53. Der Baum wies zum Zeitpunkt der Unterschutzstellung einen Stammumfang von 6,8 m, einen Kronendurchmesser von 15 m und eine Höhe von etwa 24 m auf. |        | 29.11.1985 |
| 1    | Datei hochladen | Linde in Micheldorf                     | nd647 | Micheldorf in Oberösterreich KG: Mittermicheldorf GrStNr: 1937; 1954/1 Standort                | Die Linde steht auf einer Anhöhe westlich der Ortschaft Heiligenkreuz. Sie wies zum Zeitpunkt der Unterschutzstellung einen Stammdurchmesser von 2,2 m bzw. einen Stammumfang von 6,9 m (in einem Meter Höhe gemessen), einen Kronendurchmesser von 19 m und eine Höhe von etwa 29 m auf. |        | 02.12.2005 |
| 1    | Datei hochladen | Bergahorn                               | nd561 | Molln KG: Molln GrStNr: 1325/1 Standort                                                        | Der Bergahorn (Acer pseudoplatanus) steht am Fuße des Reitberges an der Ostseite des Gebäudes Bräugrabenstraße 6, wobei sich der Stamm in 4 m Höhe in zahlreiche kleine Hauptäste verzweigt. Der Baum wies zum Zeitpunkt der Unterschutzstellung einen Stammumfang von 3,75 m (in einem Meter Höhe gemessen), einen Kronendurchmesser von 21 m und eine Höhe von etwa 27 m auf. |        | 16.12.1998 |
| 1    | Datei hochladen | Linde in der Gemeinde Molln             | nd497 | Molln KG: Molln GrStNr: 933/4 Standort                                                         | Die Sommer-Linde (Tilia platyphyllos) steht im Vorgarten der Schischuhfabrik Dachstein. Der Baum wies zum Zeitpunkt der Unterschutzstellung einen Stammumfang von 5,2 m (in einem Meter Höhe gemessen), einen Kronendurchmesser von 20 m und eine Höhe von etwa 33 m auf. |        | 18.12.1992 |
| 1    | Datei hochladen | Rinnende Mauer in Molln                 | nd567 | Molln KG: Außerbreitenau GrStNr: 1173; 1176; 1172; 1177/1; 1171; 1174; 1175/1; 1178/1 Standort | Die Konglomeratwände mit überrieselten Felsen befinden sich am Steilabfall der Steyr. |        | 24.03.1999 |
| 1    | Datei hochladen | Linde in der Gemeinde Nußbach           | nd407 | Nußbach, Natzberg 17 KG: Mandorf GrStNr: 383 Standort                                          | Die Winter-Linde (Tilia cordata) befindet sich neben dem Bauernhof Natzberg 17 neben einer Marienkapelle. Der Baum wies zum Zeitpunkt der Unterschutzstellung einen Stammumfang von 3,65 m, einen Kronendurchmesser von 19 m und eine Höhe von etwa 25 m auf. Das Alter des Baumes wurde auf 300 bis 400 Jahre geschätzt. |        | 05.03.1990 |
| 1    | Datei hochladen | Eibe                                    | nd152 | Pettenbach KG: Seisenburg GrStNr: 1231/2 Standort                                              | Die Europäische Eibe (Taxus baccata) steht nordwestlich der Ruine Seisenburg unterhalb des Zufahrtsweges im Bereich der letzten Kehre. Der Baum wies zum Zeitpunkt der Unterschutzstellung einen Stammumfang von 1,85 m (in einem Meter Höhe gemessen), einen Kronendurchmesser von 6 m und eine Höhe von 15 m auf. |        | 17.07.1986 |
| 1    | Datei hochladen | Efeustock am Kirchturm                  | nd256 | Ried im Traunkreis KG: Ried im Traunkreis GrStNr: 20/1 Standort                                | Der Efeustock (Hedera helix) bewächst den Kirchturm der Pfarrkirche Ried im Traunkreis. |        | 13.04.1984 |
| 1    | Datei hochladen | Buche auf der Zaglbauernalm             | nd490 | Rosenau am Hengstpaß KG: Rosenau GrStNr: 1498 Standort                                         | Die Rotbuche steht auf der Zaglbauernalm und ist über den Forstweg Ackermayrstraße erreichbar. Der Baum wies zum Zeitpunkt der Unterschutzstellung einen Stammumfang von 6,6 m (in einem Meter Höhe gemessen), einen Kronendurchmesser von 20 m und eine Höhe von rund 40 m auf. |        | 17.12.1992 |
| 1    | Datei hochladen | Klarahöhle                              | nd646 | Rosenau am Hengstpaß, Roßleithen                                                               | Bei der Klarahöhle handelt es sich um ein ausgedehntes Höhlensystem im Bereich des Nationalparks Kalkalpen.Anmerkung: Kein Bescheid verlinkt |        |            |
| 1    | Datei hochladen | 2 Sommerlinden                          | nd402 | Roßleithen KG: Roßleithen GrStNr: 104/3 Standort                                               | Die beiden Sommer-Linden (Tilia platyphyllos) stehen rund 50 m nordwestlich der Schule von Roßleithen links und rechts einer Kapelle. Sie wiesen zum Zeitpunkt der Unterschutzstellung einen Stammumfang von je 3,8 m, einen gemeinsamen Kronendurchmesser von 30 m und eine Höhe von rund 25 m auf. |        | 24.01.1990 |
| 1    | Datei hochladen | Piesling-Ursprung                       | nd103 | Roßleithen KG: Roßleithen GrStNr: 1010/1; 1010/4; 1010/5, 1133; 1134; 1079/3 Standort          | Der Piesling-Ursprung ist eine der stärksten Riesen-Karstquellen der Nordalpen. Sie liegt rund 1 km südlich von Roßleithen und besteht aus einem ovalen Quelltopf mit einem Durchmesser von rund 30 m und einer Tiefe von 32 m unter den überhängenden „Ursprungsmauern“. Die Wassermenge der Quelle variiert zwischen Winter und Sommer zwischen 300 und 2000 l/s. |        | 19.06.1978 |
| 1    | Datei hochladen | Rettenbachhöhle                         | nd598 | Roßleithen KG: Rading GrStNr: 544/17 Standort                                                  | Die zeitweise aktive Wasserhöhle (Katasternummer 1651/1) befindet sich am Südabsturz des Sengsengebirges.Anmerkung: Kein Bescheid verlinkt |        |            |
| 1    | Datei hochladen | Veichlteich                             | nd213 | Roßleithen KG: Rading GrStNr: 485 Standort                                                     | Der rund 800 m² große Teich mit Verlandungsvegetation und einem hohen Binsengürtel bietet Erdkröten, Grasfröschen, Libellen sowie seltenen Käfern einen Lebensraum. Der Teich liegt rund 1,5 km nördlich von Windischgarsten im Veichltal. |        | 13.09.1983 |
| 1    | Datei hochladen | Rumpelmayrlinde                         | nd324 | Roßleithen KG: Rading GrStNr: 721 Standort                                                     | Die Sommer-Linde (Tilia platyphyllos) steht neben dem Bauernhof Rumplmayr. Der Baum wies zum Zeitpunkt der Unterschutzstellung einen Stammumfang von 4,6 m (Brusthöhe), einen Kronendurchmesser von 25 m und eine Höhe von 35 m auf. |        | 29.10.1985 |
| 1    | Datei hochladen | Bergahorn in Buglreut                   | nd480 | Spital am Pyhrn KG: Fahrenberg GrStNr: 72 Standort                                             | Der Berg-Ahorn (Acer pseudoplatanus) steht in den Haller Mauern auf der Buglreut. Der Baum wies zum Zeitpunkt der Unterschutzstellung einen Stammumfang von 4,95 m (in einem Meter Höhe gemessen), einen Kronendurchmesser von 18 m und eine Höhe von etwa 23 m auf. Das Alter wurde auf 350 bis 400 Jahre geschätzt.Anmerkung: Koordinaten jetzt „baumgenau“, gezielt gesucht und dann zufällig gefunden; GStNr. ist 70; bam oida steht aber dort!                                        |        | 01.04.1992 |
| 1    | Datei hochladen | Dr.Vogelgesang-Klamm                    | nd181 | Spital am Pyhrn KG: Spital am Pyhrn GrStNr: 1198; 888; 801; 804; 884/2; 887; 765/5 Standort    | Die Dr.-Vogelgesang-Klamm ist die zweitlängste der österreichischen Felsklammen und liegt am Trattenbach. |        | 09.10.1978 |
| 0 BW | Datei hochladen | Gamssulzenhöhle                         | nd625 | Spital am Pyhrn KG: Gleinkerau GrStNr: 1814/4 Standort                                         | Die kluftgebundene Höhle (Katasternummer 1624/27) mit Schachtabschnitten und Knochenfunden pleistozäner Großsäuger liegt südöstlich des Gleinkersees.Anmerkung: Kein Bescheid verlinkt. Koordinaten näherungsweise. |        |            |
| 1    | Datei hochladen | Knochenhöhle im Ramesch                 | nd627 | Spital am Pyhrn KG: Spital am Pyhrn GrStNr: 1082 Standort                                      | Die Knochenhöhle (Katasternummer 1636/08a) am Fuß der Ramesch-Nordwand beherbergt ausgedehnte Lagerstätten von Höhlenbärenknochen. |        | 05.09.1977 |
| 1    | Datei hochladen | Kreuzlinden beim Schmied in der Au      | nd113 | Spital am Pyhrn KG: Gleinkerau GrStNr: 1614/2 Standort                                         | Die fünf Winter-Linden (Tilia cordata) stehen um eine Kreuzsäule an der Straße durch Gleinkerau. Die Linden wurden zum Zeitpunkt der Unterschutzstellung auf ein Alter von rund 130 Jahren geschätzt, wobei das Alter der Linden auf die Errichtung der Kreuzsäule (bezeichnet mit 1845) hinweist. Die Linden wiesen einen Umfang von 1,7 bis 2,75 m auf. |        | 10.10.1978 |
| 1    | Datei hochladen | Segenbaum                               | nd483 | Spital am Pyhrn KG: Spital am Pyhrn GrStNr: .59 Standort                                       | Der Sadebaum (Juniperus sabina) wächst an der Fassade des Hauses Spital am Pyhrn 93. Er wurde zum Zeitpunkt der Unterschutzstellung auf ein Alter von rund 250 Jahre geschätzt. |        | 24.04.1992 |
| 1    | Datei hochladen | Teufelskirche im vorderen Rettenbachtal | nd268 | St. Pankraz KG: St. Pankraz GrStNr: 520/2 Standort                                             | Die Teufelskirche ist ein natürlicher Felsbogen aus Jurakalk mit einer Spannweite von 16 m und einer Höhe von 12 m. Sie befindet sich in einem Tal am Fuße des Sengsengebirges auf dem Gemeindegebiet von St. Pankraz. In der Nähe der Teufelskirche entspringt der Vordere Rettenbach. |        | 14.05.1984 |
| 1    | Datei hochladen | Apothekerlinde                          | nd091 | Windischgarsten KG: Windischgarsten GrStNr: 969; 957/29 Standort                               | Die Sommer-Linde (Tilia platyphyllos) steht im Ortszentrum von Windischgarsten bei der (ehemaligen) Apotheke Zeller in der Schulstraße. Die Linde wurde zur Erinnerung an das Brandunglück in Windischgarsten im Jahr 1885 gepflanzt. |        | 27.09.1976 |
| 1    | Datei hochladen | Forsthoflinde                           | nd090 | Windischgarsten KG: Windischgarsten GrStNr: .96; 944/1 Standort                                | Die Sommer-Linde (Tilia platyphyllos) steht im Garten der Forstverwaltung Rosenau. |        | 27.09.1976 |
| 1    | Datei hochladen | Linde bei der Schöffmannsäge            | nd121 | Windischgarsten KG: Windischgarsten GrStNr: 903/2 Standort                                     | Die Winter-Linde (Tilia cordata) steht an der Hengstpass-Landesstraße vor einer Tennishalle. |        | 20.11.1979 |

## Ehemalige Naturdenkmäler
| Foto |                 | Name                             | ID     | Standort              | Beschreibung | Fläche | Datum |
| ---- | --------------- | -------------------------------- | ------ | --------------------- | --- | ------ | ----- |
| 0    | Datei hochladen | Linde                            | gnd089 | Windischgarsten       | Die Linde am östlichen Ortsende von Windischgarsten hatte eine Höhe von 27 m, einen Stammumfang von 4,9 m, einen Kronendurchmesser von 16 m und ein Alter von rund 250 Jahren. |        |       |
| 0    | Datei hochladen | Linde                            | gnd111 | Vorderstoder          | Die Filzmoser Joch-Linde stand am Sattel zwischen Vorderstoder und Roßleithen neben einer Kapelle. Sie hatte eine Höhe von rund 28 m, einen Stammumfang von 6,35 m, einen Kronendurchmesser von 20 m und ein Alter von rund 600 Jahren. Am Baum sollen 1597 drei Anführer des Bauernaufstandes gehängt worden sein. |        |       |
| 0    | Datei hochladen | Linde                            | gnd112 | Spital am Pyhrn       | |        |       |
| 0    | Datei hochladen | Linde                            | gnd114 | Spital am Pyhrn       | |        |       |
| 0    | Datei hochladen | Rosskastanie in Wartberg a.d.Kr. | gnd421 | Wartberg an der Krems | Die Rosskastanie stand bei der Molkerei im Zentrum von Wartberg an der Krems. Sie hatte eine Höhe von rund 16 m, einen Stammumfang von 2,7 m, einen Kronendurchmesser von 12 m und einen markanten kugelförmigen Wuchs.                                                                                             |        |       |
| 0    | Datei hochladen | Ulme                             | gnd053 | Kremsmünster          | |        |       |
| 0    | Datei hochladen | Ulme                             | gnd115 | Spital am Pyhrn       | Die Ulme stand weithin sichtbar auf einer Seehöhe von rund 840 m ü. A. Mit einer Höhe von rund 22 m, einem Stammumfang von 4,9 m und einen Kronendurchmesser von 20 m war sie eine der größten Ulmen in Oberösterreich.                                                                                             |        |       |
| 0    | Datei hochladen | Ulme auf der Egglalm             | gnd543 | Rosenau am Hengstpaß  | |        |       |

| Foto:                    | Fotografie des Naturdenkmals. Klicken des Fotos erzeugt eine vergrößerte Ansicht. Daneben finden sich zwei Symbole: \| Weitere Bilder vorhanden \| Das Symbol bedeutet, dass weitere Fotos des Objekts verfügbar sind. Durch Klicken des Symbols werden sie angezeigt. \| \| Eigenes Foto hochladen \| Durch Klicken des Symbols können weitere Fotos des Objekts in das Medienarchiv Wikimedia Commons hochgeladen werden. \| |
| Name:                    | Bezeichnung des Naturdenkmals laut offiziellen Quellen |
| ID                       | Identifikator |
| Standort:                | Es ist die Gemeinde und falls vorhanden die Adresse angegeben. Darunter sind die Katastralgemeinde (KG) und die Grundstücksnummer angeführt. Durch Aufruf des Links Standort wird die Lage des Denkmals in verschiedenen Kartenprojekten angezeigt. |
| Beschreibung             | Kurze Beschreibung des Naturdenkmals |
| Fläche                   | Fläche des Naturdenkmals in Hektar (ha) |
| Datum                    | Datum oder Jahr der Unterschutzstellung |
| Weitere Bilder vorhanden | Das Symbol bedeutet, dass weitere Fotos des Objekts verfügbar sind. Durch Klicken des Symbols werden sie angezeigt. |
| Eigenes Foto hochladen   | Durch Klicken des Symbols können weitere Fotos des Objekts in das Medienarchiv Wikimedia Commons hochgeladen werden. |